# Сіднейський вугільний басейн
Сідне́йський ву́гільний басе́йн (англ. Sydney Coal Basin) — басейн розташований в східній Австралії. Площа 43 тис. км². Запаси 100 млрд т. 68 шахт (63% видобутку), 21 кар'єр. Річний видобуток 70 млн т вугілля.